# Ірландський крем
Ірландський крем (англ. Irish cream) — це лікер на основі ірландського віскі, вершків та інших інгредієнтів, таких як кава, який може бути поданий сам по собі, або використовуватися в змішаних напоях. Ірландський крем дуже популярний у Великій Британії та Сполучених Штатах. Міцність ірландського крему зазвичай становить від 15 до 20 % спирту за об'ємом. Є такі відомі марки ірландського крему:
- Baileys;
- Carolans;
- Saint Brendan's.

Ірландський крем зазвичай подається сам, як помірно сильний напій, але часто його змішують з сильнішими, додаючи більше віскі, шотландського віскі бурбон, а іноді й ірландського віскі, що використовується в пивоварінні. У кавовий лікер, таких як Kahlua і багатьох інших використовуються карамель.
Були опубліковані деякі рецепти для ірландського вершкового лікеру, в яких використовуються різні комбінації ірландського віскі, вершки, кава підсолодженого згущеним молоком і згущене молоко. Багато з них містять значно менше алкоголю, ніж звичайний бренді.
| Прапор Ірландії | Це незавершена стаття про Ірландію. Ви можете допомогти проєкту, виправивши або дописавши її. |